# Grace Wahba
Grace Wahba (ur. 3 sierpnia 1934 w Montclair) – amerykańska matematyczka i statystyczka, emerytowany (od 2018) profesor statystyki Uniwersytetu Wisconsin w Madison. Jest pionierką technik wygładzania danych o dużej wariancji przy pomocy funkcji sklejanych. Najbardziej znana w związku z rozwojem metod uogólnionego sprawdzianu krzyżowego, oraz opisaniem problemu Wahby związanego m.in. ze sterowaniem lotu sztucznych satelitów. Zapisała się także wkładem w stosowane metody demografii, uczenia maszynowego, analizy mikromacierzy DNA, finansów, obrazowania medycznego, i numerycznego modelowania klimatu.

## Życiorys
Według relacji biograficznych, w dzieciństwie jej zainteresowania naukowe spotkały się ze wsparciem jej ojca, prawnika firmy farmaceutycznej, od którego otrzymywała różnorodne materiały naukowe. Ukończyła wykształcenie na Uniwersytecie Cornella (B.A. 1956), University of Maryland, College Park (M.A. 1962) i Uniwersytecie Stanforda (Ph.D. 1966), w czasie nauki pracując dla IBM i wychowując dziecko. Od 1967 r. pracowała w zakładzie statystyki UW–Madison. Jest autorką popularnej pracy Spline Models for Observational Data. W 2000 r. została przyjęta w szeregi National Academy of Sciences, a w 2007 r. odebrała honorowy doktorat Uniwersytetu Chicagowskiego. Jest członkinią m.in. Amerykańskiego Towarzystwa Statystycznego, Amerykańskiej Akademii Sztuk i Nauk, oraz American Association for the Advancement of Science, oraz laureatką szeregu nagród i honorowych pozycji, takich jak R. A. Fisher Lectureship w 2014 r.